# Zwitserse Bondsraadsverkiezingen 1851
De Zwitserse Bondsraadsverkiezingen van 1851 vonden plaats op 4 december 1851, volgend op de federale parlementsverkiezingen van 29 oktober 1851.
De voltallige zittende Bondsraad werd herverkozen. Op dezelfde dag werd Jonas Furrer verkozen tot bondspresident van Zwitserland en Wilhelm Matthias Naeff tot vicebondspresident voor het jaar 1852. Johann Ulrich Schiess werd bevestigd in zijn functie van bondskanselier van Zwitserland.

## Verloop van de verkiezingen
Ieder van de zeven zittende Bondsraadsleden, die allen bij de Zwitserse Bondsraadsverkiezingen van 1848 waren verkozen, stelde zich in 1851 opnieuw kandidaat voor een tweede termijn. Jonas Furrer uit het kanton Zürich werd als eerste lid herkozen. Hij werd tevens tot bondspresident verkozen voor het jaar 1852. Furrer was op dat moment zittend vicebondspresident. Zittend bondspresident Martin Josef Munzinger uit het kanton Solothurn werd als tweede lid verkozen. Daniel-Henri Druey uit het kanton Vaud volgde als derde verkozene. Wilhelm Matthias Naeff uit het kanton Sankt Gallen werd als vierde verkozen. Naeff werd tevens verkozen tot vicebondspresident voor 1852. Verder volgden Stefano Franscini uit het kanton Ticino als vijfde verkozene, Friedrich Frey-Herosé uit het kanton Aargau als zesde verkozene en Ulrich Ochsenbein uit het kanton Bern als zevende en laatste verkozene. Bij de vorige Bondsraadsverkiezingen haalde Ochsenbein nog de meeste stemmen van alle Bondsraadsleden.
Johann Ulrich Schiess werd herverkozen als bondskanselier van Zwitserland.